# Руслені

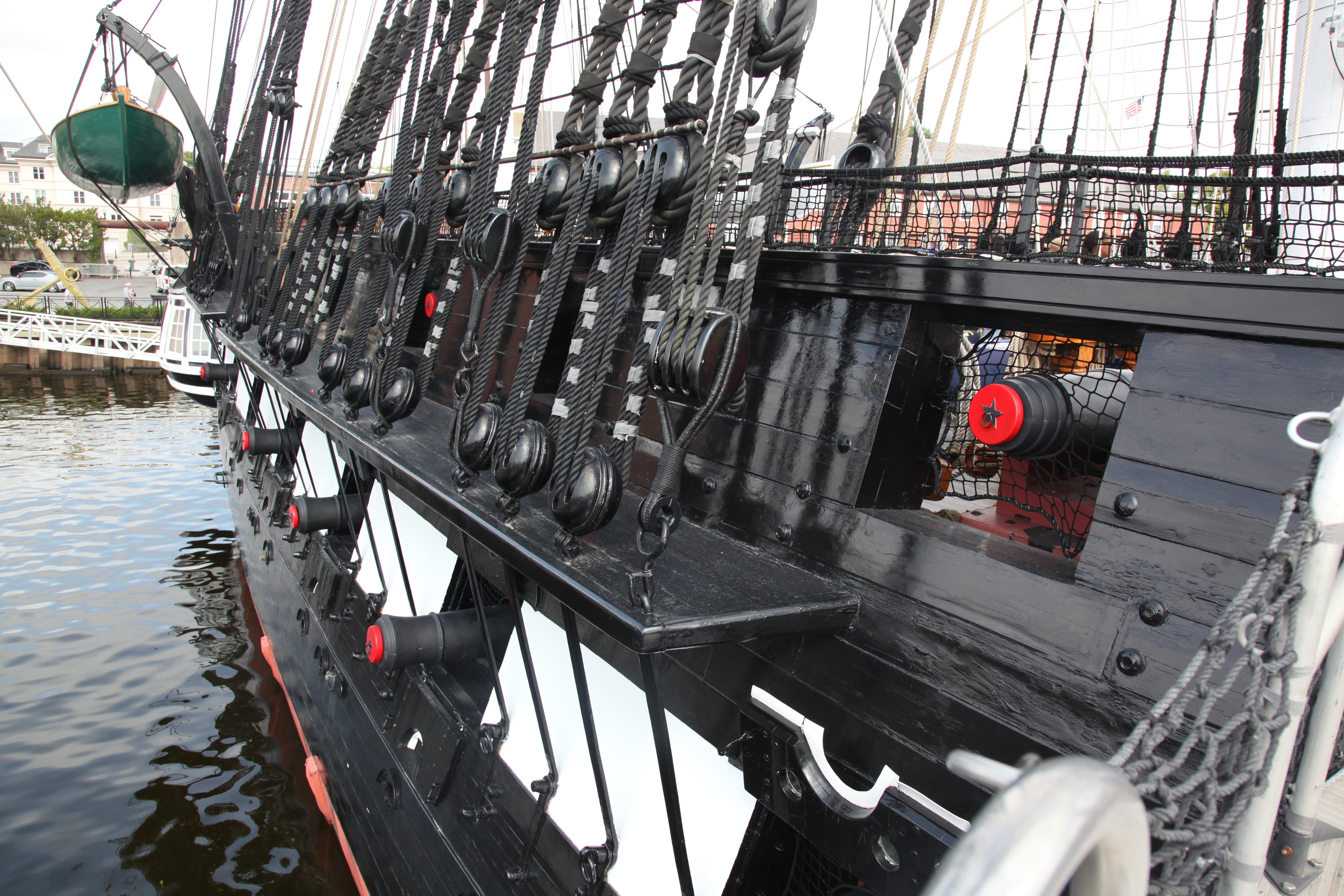
Руслень з юферсами і п'ютенгами фрегата «Конституція»

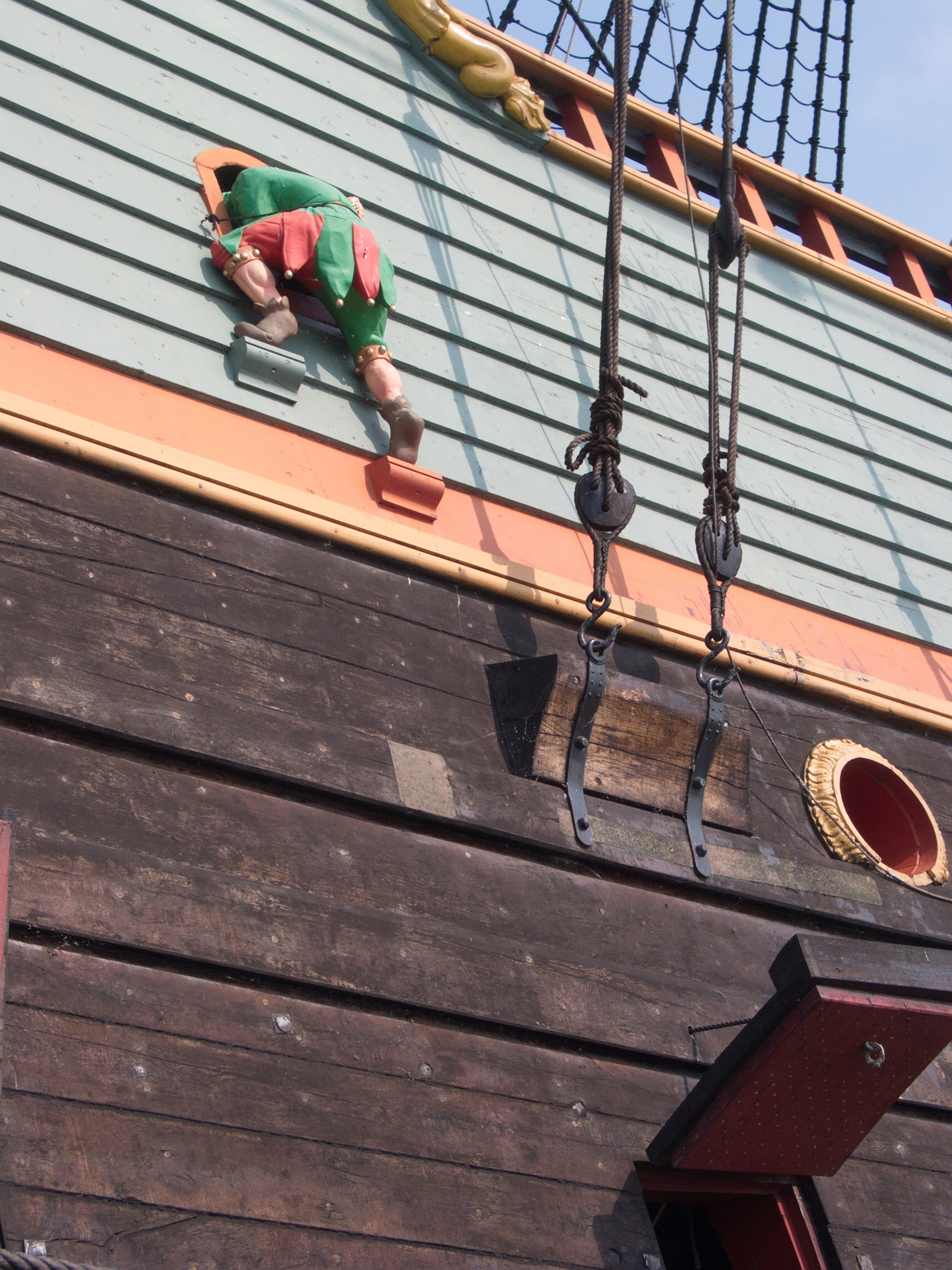
Фордунна лавка галеона «Батавія»

Ру́слені (від нід. rustlijn — «рустов, ланцюг для кріплення піднятого якоря») — вузькі майданчики зовні бортів вітрильного судна, розташовані на рівні верхньої палуби. Служать для кріплення нижніх вант і фордунів (на деяких суднах до початку XIX ст. для кріплення останніх були окремі маленькі майданчики — «фордунні лавки»). Завдяки русленям збільшується кут, під яким нижні ванти і фордуни йдуть до борту, що підвищує надійність бокових кріплень щогл. Ширина русленів обиралася такою, щоб ванти не торкалися планшира, зверху вони кріпилися до борту кницями, знизу підпиралися підпорками — тилептсами (іноді називаються п'ютенгами). На малих суднах русленів могли не робити і кріпити вант-путенси безпосередньо до бортів.
Через прорізи в зовнішніх краях русленів проходять п'ютенги (вант-путенси), які нижнім кінцем кріпляться до борту, а поверх них на обшивку накладається вертикальна металева деталь з двома отворами — путенс-планка, що закріплюється путенс-болтами. Прорізи на краях закриваються поздовжньою планкою — регелем. До верхніх кінців п'ютенгів кріпляться нижні юферси вант.
На верхній поверхні русленів могли кріпити рими для проведення снастей рухомого такелажу.
На руслені стояв лотовий — матрос, який здійснював проміри глибини ручним лотом. Для безпечного перебування зовні борту лотовий обв'язувався страховкою з плетеного сезня — брест-стропом (лот-стропом).
У стень-вант (вант стеньг) функцію русленів виконують марси, у брам-вант (вант брам-стеньг) — краспиці салінгів.